# Dominik Furch
Dominik Furch (* 19. dubna 1990) je český hokejový brankář.
S hokejem začal v sedmi letech za pražskou Kobru. Zpočátku se objevoval jako hráč v poli, avšak nakonec skončil v brance coby gólman. V mládežnickém hokeji jej trénoval Jiří Hájek a Jan Chrastil. Od svých šestnácti let se začal objevovat i v reprezentačních výběrech. V sezoně 2008/2009 byl Furch vyslán ze Slavie do Havlíčkova Brodu na hostování. V průběhu sezóny se však do Slavie vrátil, nastupoval v nejvyšší soutěži. Od sezóny 2015/2016 až do 2017/2018 nastupoval v KHL za tým Avangard Omsk. Na Mistrovství světa v ledním hokeji 2016 vychytal dvě nuly a získal ocenění nejlepší brankář. Český tým skončil pátý po zápase s USA, kde prohrál 2:1 na nájezdy. Zúčastnil se i MS 2017 a ZOH 2018, byl ale trojkou a nezachytal si.
Má syna Yanicka.

## Hráčská kariéra
- 2007/2008 – HC Slavia Praha
- 2008/2009 – HC Slavia Praha
- 2009/2010 – HC Slavia Praha
- 2010/2011 – HC Berounští Medvědi
- 2011/2012 – HC Slavia Praha
- 2012/2013 – HC Slavia Praha
- 2013/2014 – HC Slavia Praha
- 2014/2015 – HC Slavia Praha
- 2015/2016 – Avangard Omsk (KHL)
- 2016/2017 – Avangard Omsk (KHL)
- 2017/2018 – Avangard Omsk (KHL)
- 2018/2019 – Severstal Čerepovec (KHL)
- 2019/2020 - Örebro HK (SHL)
- 2020/2021 – HK Dinamo Minsk (KHL)
- 2021/2022 – HC Škoda Plzeň (ELH), Färjestad BK (SHL)
- 2022/2023 – HC Kometa Brno
- 2023/2024 – HC Kometa Brno
- 2024/2025 – BK Mladá Boleslav

## Reprezentace
| Turnaj                            | Rok              | Soupisky          |
| --------------------------------- | ---------------- | ----------------- |
| Mistrovství světa v ledním hokeji | MS 2016 5. místo | Soupiska MS 2016  |
| Mistrovství světa v ledním hokeji | MS 2017 7. místo | Soupiska MS 2017  |
| Lední hokej na olympijských hrách | ZOH 2018 4.místo | Soupiska ZOH 2018 |